# کاتون (آلکسیناتس)
کاتون (به صربی: Katun) یک منطقهٔ مسکونی در صربستان است که در الکسیناتس واقع شده‌است. کاتون ۵۷۱ نفر جمعیت دارد.